# Volketswil
Volketswil is een gemeente en plaats in het Zwitserse kanton Zürich, en maakt deel uit van het district Uster.
Volketswil telt 15.377 inwoners (2006).